# マコーム郡 (ミシガン州)
マコーム郡（英: Macomb County）は、アメリカ合衆国ミシガン州ロウアー半島の南東部に位置する郡である。デトロイト都市圏に含まれる。人口は88万1217人（2020年）で、州内第3位である。ミシガン州の人口の多い5郡の中では2000年から2010年の人口成長率が最も高かった。郡庁所在地はマウントクレメンス市（人口1万6314人）であり、同郡で人口最大の都市はウォーレン市（人口13万4056人）である。
マコーム郡はデトロイトの北に位置している。郡内の都市、村、郡区を合わせて28あり、その中には人口で州内第3位のウォーレン市、第4位のスターリングハイツ市、第10位のクリントン郡区がある。人口の大半は郡内の幹線道路であるミシガン州道59号線の南に集中している。郡名はアメリカ陸軍初期の総司令官だったアレクサンダー・マコーム・ジュニアにちなんで名付けられた。

## 歴史
マコーム郡となった地域にヨーロッパ人が入ってくる前の長い間、オジブワ族インディアンが住んでいた。この地域に最初のヨーロッパ人探検家が入ったのは17世紀だった。18世紀後半にはモラヴィア兄弟団のコロニーが造られた。その中にはフランス人罠猟師や宣教師が入っていた。当初はフランス人やイギリス人だったが、その後はドイツ人やベルギー人などがヨーロッパから直接入ってきた。19世紀にはニューヨーク州やニューイングランドから、この地域の土地と職に惹きつけられたアメリカ人が多く移住してきた。
マコーム郡はミシガン準州3番目の郡として1818年1月15日に正式に組織化された。当時は今日よりかなり広い領域が含まれていた。1819年と1820年、郡内の大きな領域からオークランド郡、ラピーア郡、ジェネシー郡、セントクレア郡が創設された。郡名はデトロイト生まれのアレクサンダー・マコーム・ジュニアに因んで名付けられた。マコームは米英戦争で名を挙げ、1828年にアメリカ陸軍総司令官になった。
1980年代と1990年代のマコーム郡は州と国の政治の選挙結果を左右する郡となった。郡内の労働者階級の社会的に保守的な白人が、国内でも最大級に「レーガン流民主主義」を支持することになった。保守派でポピュリストの傾向がある外部の候補者、例えば1968年のジョージ・ウォレスや1992年のパット・ブキャナンが支持を集めたこともあった。
2008年5月、マコーム郡民は2010年までに提案される新しいチャーター（市民憲章）に郡執行役を含めることを承認した。同年11月にグランホルム州知事に提出するチャーターを起草するためにチャーター委員会が選出され、チャーターは2009年11月の投票で審査され承認された。賛成60.4%対反対39.6%だった。マーク・ハッケルが初代コミッショナーに選出された。

## 地理
アメリカ合衆国国勢調査局に拠れば、郡域全面積は569.78平方マイル (1,457.7 km2)であり、このうち陸地480.44平方マイル (1,244.3 km2)、水域は89.34平方マイル (231.4 km2)で水域率は15.68%である。
セントクレア湖が郡東部の境界になっている。リッチモンドやアーマダなど郡北部は「親指」地域に入っていると見なされることが多い。

### 交通

#### 空港
- コールマン・A・ヤング国際空港 (DET)、デトロイト市、一般用途のみ
- デトロイト・メトロポリタン・ウェイン・カウンティ空港 (DTW)、ロミュラス市、主要商業空港、デルタ航空とスピリット航空のハブ空港
- オークランド郡国際空港 (PTK)、ウォーターフォード郡区 - チャーター便
- セントクレア郡国際空港、ポートヒューロン市近く - アメリカ・カナダ国境にある小規模国際空港
- セルフリッジ州空軍基地、マウントクレメンス市

#### 主要高規格道路
- 州間高速道路94号線（エドセル・フォード・フリーウェイ）は、デトロイト市西部を抜け、西はアナーバーからシカゴへ、北東はポートヒューロンに向かう。イプシランティからデトロイトまでの区間は国内でも最初の自動車専用道路だった。第二次世界大戦中にヘンリー・フォードがウィロウランとディアボーンで自社工場にこの道路を誘導するよう建設した。ウィロウラン・エクスプレスウェイとも呼ばれた
- 州間高速道路696号線（ウォルター・ロイター・フリーウェイ）は、州間高速道路96号線と州間高速道路275号線のジャンクションから州間高速道路94号線までを繋ぐ東西道路であり、デトロイト北部郊外を通る
- ミシガン州道3号線（グラティオット・アベニュー）は、メアリーズビルからデトロイト中心街を結ぶ幹線道である。23マイル道路とニューヘイブン道路の間にある区間は番号が振られていない。ニューヘイブン道路とメアリーズビルの間の区間は州道19号線の一部である。リッチモンドとメアリーズビルの間にある区間は番号が振られていない。
- ミシガン州道19号線は、ニューヘイブンに始まり、グラティオットからリッチモンドに至る。このルートはグラティオットを出ると北西にリッチモンドに向かい、その後来たにメンフィスに通じる。さらに北のセントクレア郡とサニラック郡を通り、ヒューロン郡のバッドアクスとハーバービーチの間で州道142号線に出会って終わる
- ミシガン州道29号線は、23マイル道路の一部として始まり、州間高速道路94号線を進み、メアリーズビルで終わる
- ミシガン州道53号線（クリストファー・コロンブス・フリーウェイ）は、スターリングハイツからワシントンを結ぶ。バンダイク・フリーウェイとも呼ばれる。バンダイク道路として北にはポートオースティンに、南にはウォーレンを通ってデトロイトのグラティオット・アベニューに通じている
- ミシガン州道59号線（ベテランズ・メモリアル・フリーウェイ）は、ユーティカとポンティアックを結ぶ。ホール道路として東はクリントン・チャーター郡区に、西は地上道路としてハウェル近くの州間高速道路96号線まで伸びている
- ミシガン州道97号線は、デトロイトのグラティオット（州道3号線）に始まり、ホール道路（州道59号線）で終わる
- ミシガン州道102号線（8マイル道路）は、2002年の映画『8 Mile』で有名になった。南のデトロイトと北のマコーム郡およびオークランド郡郊外部を分ける線になっている。デトロイト市外ではベースライン道路とも呼ばれる。これはミシガン州の測量を行ったときに基本線とされたからであり、基本線は多くの郡の郡境になっている。

#### その他の主要道
- ジェファーソン・アベニューは、デトロイト川とセントクレア湖の岸に並行して走る景観道路である。グロスポイントの幹線道でもあり、そこではレイクショア・ドライブと呼ばれている。デトロイト市とグロスポイントパークを分ける別の重要な線がアルター道路であり、これと交差する道路の幾つかは変形させたり、壁を作ったりして、デトロイトからグロスポイントパークに入る車と人の移動を妨げている。
- マイル道路はデトロイト大都市圏の街路を整理するものであり、東西方向道路が1マイルの間隔で付けられ、市中心部から北に行くと番号が増えていくようになっている。マコーム郡では番号で呼ばれる道路がオークランド郡では名称で呼ばれることもある。

### 隣接する郡
- カナダ、オンタリオ州、ラムトン郡 - 南東、セントクレア湖の対岸
- セントクレア郡 - 北東
- ラピーア郡 - 北西
- オークランド郡 - 西
- ウェイン郡 - 南

## 人口動態
以下は2000年の国勢調査による人口統計データである。
| 基礎データ - 人口: 788,149人 - 世帯数: 309,203 世帯 - 家族数: 210,876 家族 - 人口密度: 633人/km2（1,640人/mi2） - 住居数: 320,276軒 - 住居密度: 257軒/km2（667軒/mi2） 人種別人口構成 - 白人: 92.66% - アフリカン・アメリカン: 2.71% - ネイティブ・アメリカン: 0.31% - アジア人: 2.14% - 太平洋諸島系: 0.02% - その他の人種: 0.39% - 混血: 1.77% - ヒスパニック・ラテン系: 1.58% 先祖による構成 - ドイツ系：18.1％ - ポーランド系：17.1％ - イタリア系：13.6％ - アイルランド系：7.5％ - イギリス系：5.5％ 言語による構成 - 英語：87.6% - イタリア語：1.7% - ポーランド語：1.4% - スペイン語：1.2% - アラビア語：1.1% - シリア語：1.1% | 年齢別人口構成 - 18歳未満: 24.1% - 18-24歳: 8.0% - 25-44歳: 31.5% - 45-64歳: 22.8% - 65歳以上: 13.7% - 年齢の中央値: 37歳 - 性比（女性100人あたり男性の人口） - 総人口: 96.0 - 18歳以上: 92.9 世帯と家族（対世帯数） - 18歳未満の子供がいる: 31.1% - 結婚・同居している夫婦: 54.3% - 未婚・離婚・死別女性が世帯主: 10.1% - 非家族世帯: 31.8% - 単身世帯: 26.9% - 65歳以上の老人1人暮らし: 10.3% - 平均構成人数 - 世帯: 2.52人 - 家族: 3.09人 収入と家計 - 収入の中央値 - 世帯: 52,102米ドル - 家族: 62,816米ドル - 性別 - 男性: 48,3035米ドル - 女性: 30,215米ドル - 人口1人あたり収入: 24,446米ドル - 貧困線以下 - 対人口: 5.6% - 対家族数: 4.0% - 18歳未満: 7.0% - 65歳以上: 6.4% |

インディアン部族では、2000年時点でチェロキー族が1,781人、チッペワ族が1,038人と2部族が1,000人を越えている。
アジア系民族では、インド系5,713人、フィリピン系4,155人、中国系2,489人、韓国系1,853人、ベトナム系1,557人、モン族系1,103人となっている。
2000年から2005年の間にアフリカン系アメリカ人人口が2倍以上になった。この増加はデトロイト市から脱出してきた結果である。2005年時点でアフリカン系アメリカ人比率は5.6％となっており、過去5年間で100％以上増加したことを意味している。アジア人の比率も2.9％となっており、モン族系がデトロイトからウォーレンに移住したことが大きい。アメリカン・コミュニティ・サービスの統計では郡内の混血比率を1.5％としている。
2006年のアメリカン・コミュニティ・サービスの統計では、平均家族構成人数が3.15人だった。25歳以上の人口は571,463人だった。人口の86.9％は高校卒以上、21％は大学卒以上だった。約14.3％が障害者である。12.5％は家庭で英語以外の言語を話すことができる。
2010年時点では、非ヒスパニック白人が83.91％、黒人8.65％、インディアン0.31％、アジア系2.98％、太平洋諸島系0.02％、その他の人種で非ヒスパニック0.10％、混血2.10％、ヒスパニック系2.27％となっていた。

## 公園とレクリエーション
郡内には130以上の公園があり、総面積は12,000エーカー (49 km2) ある。これらを州、地域、郡、地方政府が管理している。フリーダムヒル郡立公園、マコーム・オーチャード・トレイル、メトロビーチ・メトロパーク、ストーニークリーク・メトロパークが4大公園である。郡内には総延長31マイル (50 km) の湖岸線と100以上のマリーナがある。

## 郡政府
郡政府は郡監獄の運営、地方道の維持、地方裁判所の運営、権利譲渡と抵当権設定記録など重要記録の維持、公衆衛生規制の管理、福祉など社会サービスの項目で州の施策への参加を行う。郡政委員会は予算を管理するが、法や条例を作るのは限定付き権限である。ミシガン州では、警察と消防、建設と区画割、税評価、街路維持など地方政府の大半機能は個々の都市と郡区の責任である。
マコーム郡中間教育学区は郡内にある全ての教育学区を管轄する中間教育学区である。

## 著名な出身者

### 俳優
- ディーン・ケイン、マウントクレメンス出身
- デイブ・クーリエ、セントクレアショアーズ出身
- エイドリアン・フランツ、マウントクレメンス出身

### スポーツ
- ブライアン・ハータ、レーシング・ドライバー、ウォーレン出身
- ジョン・スモルツ、メジャーリーグベースボール選手、ウォーレン出身

### ミュージシャン
- キッド・ロック、ロミオ出身
- アンクル・クラッカー、ハリソン郡区出身
- エミネム、ウォーレン出身
- プルーフ、ウォーレン出身

### その他
- ブッチ・ハートマン、アニメーター、作品はOops!フェアリーペアレンツ、ニューボルティモア出身

## 郡区
マコーム郡は下記11の郡区に分割されている。

| - アーマダ - ブルース - チェスターフィールド・チャーター郡区 - クリントン・チャーター郡区 | - ハリソン・チャーター - レノックス - マコーム郡区 | - レイ - リッチモンド - シェルビー・チャーター郡区 - ワシントン |

## 都市と町
| 都市 - ウォーレン - スターリングハイツ - セントクレアショアーズ - ローズビル - イーストポイント - マウントクレメンス - 郡庁所在地 - フレーザー - ニューボルティモア - センターライン - リッチモンド（部分） - ユーティカ - グロスポイントショアーズ（部分） - メンフィス（部分） 村 - アーマダ - ニューヘイブン - ロミオ | 未編入の町 - アンカーベイガーデンズ - アンカーベイハーバー - アンカーベイショアーズ - ブロードエーカーズ - キャディ - チェスターフィールド - チェスターフィールドショアーズ - クリフトンミル - クリフトン、国勢調査指定地域 - デイビス - ディスコ - レイクサイド - ロッティビュー - マコーム - ミード - ミルトン - マウントバーノン - ポイントレイクビュー - プレストンコーナーズ - レイセンター - セントクレアヘイブン - セントクレアショアーズ - セビルメナー - シェルビー - ウォルデンバーグ - ワシントン - ウォルコットミルズ - イエーツ |